# Спочинек (Куявсько-Поморське воєводство)
Спочинек (пол. Spoczynek) — село в Польщі, у гміні Конецьк Александровського повіту Куявсько-Поморського воєводства.
Населення — 205 осіб (2011).
У 1975-1998 роках село належало до Влоцлавського воєводства.

## Демографія
Демографічна структура станом на 31 березня 2011 року:
|          | Загалом | Допрацездатний вік | Працездатний вік | Постпрацездатний вік |
| -------- | ------- | ------------------ | ---------------- | -------------------- |
| Чоловіки | 98      | 23                 | 64               | 11                   |
| Жінки    | 107     | 22                 | 55               | 30                   |
| Разом    | 205     | 45                 | 119              | 41                   |